# Jeff Webb (basket-ball)
Jeff Webb, Jeffrey William Webb, né le 6 juillet 1948, est un joueur américain de basket-ball.